# Strichkreuzparallaxe
Die Strichkreuzparallaxe (oder auch Fadenkreuzparallaxe) ist ein Fehler der beim Messen mit optischen und elektrooptischen Messinstrumenten, zumeist bei Theodoliten und Nivelliergeräten, auftritt. Der gleiche Fehler kann auch bei anderen Fernrohren, beispielsweise in der Astrometrie und bei Mess-Mikroskopen, auftreten. Zur Strichkreuzparallaxe kommt es, wenn die Strichkreuzplatte nicht mit der Bildebene des reellen Zwischenbildes zusammenfällt, d. h., wenn sie nicht mit dem Brennpunkt des Okulars zusammenfällt.

## Erkennen des Parallaxenfehlers
Die Strichkreuzparallaxe wird erkannt, indem man das Auge vor dem Okular leicht hin und her bewegt. Bewegt sich das Strichkreuz vor dem angezielten Punkt ebenfalls, liegt eine Strichkreuzparallaxe vor.

## Beseitigen einer Strichkreuzparallaxe
Strichkreuzparallaxen wirken sich negativ auf die erzielten Messergebnisse aus. Sie ist unbedingt vor der Messung zu beseitigen, weil eine nachträgliche rechnerische Berücksichtigung nicht möglich ist.
1. Fernrohr gegen einen hellen, diffusen Hintergrund drehen
2. Scharfstellen des Strichkreuzes
3. Scharfstellen des Bildes (fokussieren)

Dies ist von jedem Beobachter vorzunehmen. Bei längeren Messungen ist dies zwischenzeitlich zu überprüfen.
Bei Messungen in Tunneln, Bergwerken oder in der Dämmerung ist darauf zu achten, dass die Strichkreuzplatte beleuchtbar ist, damit die Strichkreuzparallaxe erkannt und beseitigt werden kann.